# Дора Рипария
Дòра Рипàрия (на италиански: Dora Riparia; на пиемонтски: Dòira Rivaria; на френски: Doire Ripaire) е река в регион Пиемонт, Северна Италия с воден басейн от 1340 км², ляв приток на река По. Тече почти изцяло във Вал ди Суза в Метрополен град Торино.

## Етимология
Името на реката произлиза от латинското Duria minor в противоположност на Duria Maior (днешната река Дора Балтеа). На пиемонтски dòira обозначава всеки воден поток с вариантите си doiron и doirëtta, които са в основата на много исторически хидроними и топоними.
Хидронимът dora е с праиндоевропейския корен * dura / duria и е широко разпространен в Европа (като напр. река Дуеро в Северна Испания и река Дуър в Кент, Англия), и по-специално в келтските райони, макар че произходът му от келтски е под въпрос. Dora се среща и в някои апелативи като лигурското doria, което означава „воден поток“.
Името Riparia произхожда от потока Рипа, течащ в Пиемонт – неин основен приток, който дава началото ѝ заедно с Пикола Дора (Piccola Dora, букв. „Малка Дора“).

## Маршрут
Реката води началото си в Котските Алпи близо до село Чезана Торинезе от сливането на две изворни разклонения: Пикола Дора, родена на френска територия близо до алпийския проход Коле дел Монджиневро (Colle del Monginevro), и потока Рипа, идващ от алпийската долина Арджентера (Valle Argentera) и който от своя страна поема водите на потока Турас. От село Чезана Торинезе до вливането ѝ в река По Дора Рипария прекосява малко над 100 км. Ако разглеждаме извора на Дора като съвпадащ с този на Пикола Дора, общата дължина на реката е около 110  км, а ако се вземе предвид произходът ѝ при изворите на Рипа, дължината ѝ нараства до около 125 км.
След като достигне градчето Улкс, реката набъбва значително благодарение на водоснабдяването ѝ от основния ѝ (ляв) приток Дора ди Бардонекия, тече в голямо каменно речно корито и след това се стеснява в клисура малко преди градчето Суза, където получава водите на потока Галамбра и на потока Чениския – последният важен неин приток.
След като преминава през градчето Суза с буен и особено богат на вода ход, Дора поема водите на по-незначителни притоци, сред които от ляво – Гравио на Кондове, Сеси на Каприе и Меса на Алмезе, а от дясно – потокът Скальоне на Меана ди Суза и Гравио на Вилар Фокиардо.
Реката започва да тече с по-спокоен курс в югоизточна посока, окъпвайки градчето Бусолено и цялата долина на Суза.
Веднъж достигнала равнината, тя преминава през териториите на градовете Авиляна, Алпиняно, Пианеца и Коленьо, и накрая през големия метрополен район на Торино. Именно в град Торино, след като прекосява парка Пелерина и заобиколя от три страни болницата „Амадей Савойски", продължава спускането си в северната част на града, след което се влива в река По в парка Колета.

## Основни притоци

### Ляв хидрографски профил
- Дора ди Бардонекия (Dora di Bardonecchia) – ражда се от сливането на потоците Рио ди Вале Стрета (Rio di Valle Stretta) и Рошмол (Torrente Rochemolles) в градчето Бардонекия и завършва хода си в градчето Улкс;
- Чениския (Cenischia) – извира от село Монченизио и се влива в река Дора Рипария при градчето Суза;
- Поток Пребек (Rio Prebec) – извира от планината Гранд'Уя (Grand'Uja) в Грайските Алпи и достига Дора Рипария във Вернето – подселище на село Кианоко;
- Поток Гравио (Torrente Gravio) – извира от планината Пунта Лунела (Punta Lunella) в Грайските Алпи и завършва хода си в градчето Кондове;
- Поток Сеси (Torrente Sessi) – извира от планината Монте Чиврари (Monte Civrari) в Грайските Алпи, източно от алпийския проход Коле дел Коломбардо (Colle del Colombardo) и завършва хода си в село Каприе;
- Поток Меса (Torrente Messa) – извира от планината Монте Чиврари, западно от алпийския проход Коле дел Лис (Colle del Lys) и завършва хода си в град Авилияна.

### Десен хидрографски профил
- Поток Рипа (Torrente Ripa) – извира от планината Гран Куейрон (Monte Gran Queyron) в долината Арджентера (Valle Argentera), свързва се с потока Турас при Бусон – подселище на село Чезана Торинезе, след което ражда Дора Рипария след сливането му с Пикола Дора, букв. Малката Дора (Piccola Dora);
- Поток Турас (Torrente Thuras) – извира от планината Турас (Colle Thuras) и се влива в потока Рипа в Бусон – подселище на село Чезана Торинезе;
- Поток Джерардо (Rio Gerardo) – извира от хълма Сабионе (Colle del Sabbione) и се влива в Дора Рипария в градчето Бусолено;
- Поток Гравио (Torrente Gravio) – извира от котловината Касафрера (Conca Cassafrera) и завършва хода си в село Вилар Фокиардо;
- Поток Скальоне (Rio Scaglione) – извира на територията на Долината на Адрети (Vallone degli Adretti) в природния парк Орсиера – Рочаврè (Orsiera – Rocciavrè).

## Хидрологичен режим
Режимът на Дора Рипария е от снежно-дъждовен тип, с късни пролетно-летни и есенни и слаби зимни пълноводия.
Въпреки добрия среден оток от 26 m³/s ходът на речната водовместимост претърпява значителни сезонни изменения с катастрофални наводнения при силни валежи като този от октомври 2000 г. (над 700 м³/сек в Торино), които наводняват градчетата Суза и Бусолено и някои райони на Торино, или този от 30 май 2008 г., който достигна нива, сравними с тези от 2000 г., като наводнява община Бусолено.

## История
На мястото на вливане на Дора Рипария в По в римско време се ражда днешният италиански град Торино. Дора Рипария дълго време е основният му енергиен ресурс: още през Средновековието водите ѝ са насочени в канали, наречени duriae, които захранват мелници, крикове и други системи. Това е така, защото скокът на надморската височина е много по-висок в сравнение с По (при същото разстояние). Както отляво, така и отдясно на реката за напояване през Средновековието са изкопани множество малки канали, наречени bealere, някои от които все още функционират. Те произхождат нагоре над града (от градове като Пианеца и Коленьо) и завършват хода си в градовете Венария Реале и Торино, вливайки се в река По, в потока Стура ди Ланцо или в самата Дора.
В района на вливането на река Дора Рипария и потока Стура ди Ланцо в река По, където преди опустошенията, причинени от Обсадата на Торино през 1706 г. се е намирал Кралския парк, сега се намира паркът Колета.
Предвид близостта на индустриалните центрове, водите на реката са сред първите в Пиемонт, които се използват за производство на електричество (1878 г., металургични заводи в градчето Бусолено). През 1932 г. в басейна на Дора Рипария има 25 електроцентрали, сред които най-мощни са тези на Рошмол (Rochemolles) и Мелзе (Melezet) на Държавните железници, на село Киомонте, градчето Суза, град Торино и село Венаус.
През 20 век индустриалното и градското развитие значително влошават екологичното състояние на реката: работата по санирането и обновяването започва едва през 90-те год.
През 1999 г. Регионалните агенции за защита на околната среда (ARPA) на град Груляско взимат проби от цяла Дора Рипария и Сангоне, като откриват следи от сериозно екологично замърсяване.
През 2002 г. се ражда Агро-природният парк на Дора Рипария (Parco agro-naturale della Dora Riparia), финансиран от община Коленьо и регион Пиемонт, за да запази природното си наследство, но и интегрирането на земеделската територия и речната зона.
Дора Рипария (предимно от юли 2017 г.) е обект на природно възстановяване на бреговете, особено в градската зона на Торино, в контекста на преобразуването на икономиката и деиндустриализацията на града. Големи работни дейности по премахване на стоманобетонната покривна плоча изваждат на бял свят цели участъци от реката, покрити с шахти в следвоенния период с цел създадаване на производствени пространства за големите фабрики за желязо и стомана в района на торинския квартал Лученто (бул. Мортара-бул. Умбрия).

## Агро-природен парк на Дора Рипария
Пейзажът на Агро-природния парк на Дора Рипария се характеризира с обширни площи, посветени на селскостопанските култури, където има селски живи плетове и гъста мрежа от древни напоителни канали: bealere. По най-стръмните брегове на Дора Рипария, където реката тече дълбоко вдълбана, са налице малки ивици от низинна гора, където растат дъбове (Quercus robur), бял габър (Carpinus betulus), диви череши (Prunus avium). По протежение на по-меките и пясъчни брегове има интересни екземпляри от черна елша (Alnus Glutinosa), бяла върба (Salix alba) и бяла топола (Populus alba).
Въпреки интензивното използване на земята за селскостопанска употреба, паркът все още предлага убежище на някои видове едри бозайници като язовец (Meles meles) и лисица (Vulpes vulpes). По протежение на гористите брегове на реката има популации на сънливци, катерици и множество видове гризачи.